# کوه زشک
کوه زشک یکی از کوه‌های استان خراسان رضوی است که در رشته‌کوه بینالود واقع شده است. ارتفاع این کوه ۲٫۵۱۵ متر از سطح دریا است. مسیر این کوه فاقد جانپناه است.

## مسیر
مسیر صعود این کوه از روستای زشک است و با طی مسیری در حدود ۲ کیلومتر به کوه منتهی می‌شود.